# Peter de Klerk
Peter David De Klerk, detto Piet (Pilgrim's Rest, 16 marzo 1935 – Johannesburg, 11 luglio 2015), è stato un pilota automobilistico sudafricano.

## Carriera
Il debutto nella massima espressione dell'automobilismo sportivo è datato 28 dicembre 1963, quando De Klerk partecipa al Gran Premio del Sudafrica sul circuito di East London al volante di una Alfa Special iscritta da Otelle Nucci: 16º in qualifica, si ritira al giro 53 di 85.
Nel 1965 De Klerk torna in Formula 1, ancora in occasione del gran premio di casa (1º gennaio), sempre sul circuito di East London, sempre su Alfa Special; 17º in qualifica, si classificherà 10º a sei giri dal vincitore Jim Clark.
Ancora il gran premio del Sudafrica per la terza partecipazione, il 1º marzo 1969, questa volta sul circuito di Kyalami. Al volante di una Brabham BT20-Repco della scuderia di Jack Holme, De Klerk parte 17º e termina, non classificato, a 13 giri dal vincitore Jackie Stewart.
Ancora Sudafrica per l'ultima apparizione, il 7 marzo 1970 sul circuito di Kyalami: ancora al volante di una Brabham BT26, questa volta motorizzata Ford ed iscritta dal Team Gunston; 21º in griglia, si classificherà 11º con un ritardo di 5 giri dal vincitore Jack Brabham.
Nelle sue quattro presenze, il pilota sudafricano ha percorso 274 giri (su 382 possibili, pari al 71,7%) senza cogliere risultati significativi; la posizione media in qualifica si pone tra il 17º ed il 18º posto.

## Risultati in Formula 1
| 1963 | Scuderia     | Vettura              |  |  |  |  |  |  |  |  |  |     |  |  |  | Punti | Pos. |
| ---- | ------------ | -------------------- |  |  |  |  |  |  |  |  |  | --- |  |  |  | ----- | ---- |
| 1963 | Otelle Nucci | Alfa Special Special |  |  |  |  |  |  |  |  |  | Rit |  |  |  | 0     |      |

| 1965 | Scuderia     | Vettura              |    |  |  |  |  |  |  |  |  |  |  |  |  | Punti | Pos. |
| ---- | ------------ | -------------------- | -- |  |  |  |  |  |  |  |  |  |  |  |  | ----- | ---- |
| 1965 | Otelle Nucci | Alfa Special Special | 10 |  |  |  |  |  |  |  |  |  |  |  |  | 0     |      |

| 1969 | Scuderia   | Vettura      |    |  |  |  |  |  |  |  |  |  |  |  |  | Punti | Pos. |
| ---- | ---------- | ------------ | -- |  |  |  |  |  |  |  |  |  |  |  |  | ----- | ---- |
| 1969 | Jack Holme | Brabham BT20 | NC |  |  |  |  |  |  |  |  |  |  |  |  | 0     |      |

| 1970 | Scuderia     | Vettura       |    |  |  |  |  |  |  |  |  |  |  |  |  | Punti | Pos. |
| ---- | ------------ | ------------- | -- |  |  |  |  |  |  |  |  |  |  |  |  | ----- | ---- |
| 1970 | Team Gunston | Brabham BT26A | 11 |  |  |  |  |  |  |  |  |  |  |  |  | 0     |      |

| Legenda | 1º posto     | 2º posto | 3º posto    | A punti         | Senza punti/Non class.  | Grassetto – Pole position Corsivo – Giro più veloce |
| Legenda | Squalificato | Ritirato | Non partito | Non qualificato | Solo prove/Terzo pilota | Grassetto – Pole position Corsivo – Giro più veloce |